# Municipio de Garfield (Dakota del Norte)
El municipio de Garfield (en inglés: Garfield Township) es un municipio ubicado en el condado de Traill en el estado estadounidense de Dakota del Norte. En el año 2010 tenía una población de 169 habitantes y una densidad poblacional de 1,87 personas por km².

## Geografía
El municipio de Garfield se encuentra ubicado en las coordenadas 47°37′42″N 97°24′31″O / 47.62833, -97.40861. Según la Oficina del Censo de los Estados Unidos, el municipio tiene una superficie total de 90.47 km², de la cual 90,47 km² corresponden a tierra firme y (0 %) 0 km² es agua.

## Demografía
Según el censo de 2010, había 169 personas residiendo en el municipio de Garfield. La densidad de población era de 1,87 hab./km². De los 169 habitantes, el municipio de Garfield estaba compuesto por el 94,08 % blancos, el 1,18 % eran asiáticos, el 3,55 % eran de otras razas y el 1,18 % eran de una mezcla de razas. Del total de la población el 7,69 % eran hispanos o latinos de cualquier raza.